# Shy Boy
Shy Boy is een single van de Britse zangeres Katie Melua uit 2006. Shy Boy stond in 2005 als eerste track op het album Piece by Piece, waar het de vijfde single van was, na Nine Million Bicycles, I Cried for You, Spider's Web en It's Only Pain.

## Achtergrond
Shy Boy is geschreven en geproduceerd door Mike Batt. Het is een jazznummer waarin de zangeres zingt over een man, die zij beschrijft als een "Shy boy", een verlegen jongen. De single verscheen rond de kerstdagen van 2006 in Nederland met een cover van het klassieke kerstlied Have Yourself a Merry Little Christmas als B-kant.

## Hitnoteringen
Mede doordat de B-kant ook regelmatig op de Nederlandse radio werd gedraaid, was de single in Nederland een kleine hit. De noteringen van Shy Boy zijn dan ook gecombineerde noteringen met de B-kant. In andere landen waren er geen hitnoteringen. In de Top 40 kwam het tot de zestiende plaats in de drie weken dat het in de lijst te vinden was. In de Single Top 100 piekte het op de 29e plek en was het in totaal zeven weken in de lijst te vinden.

### NPO Radio 2 Top 2000
Shy Boy stond alleen in 2007 in de NPO Radio 2 Top 2000, op plek 1263.